# Achtung – Panzer!

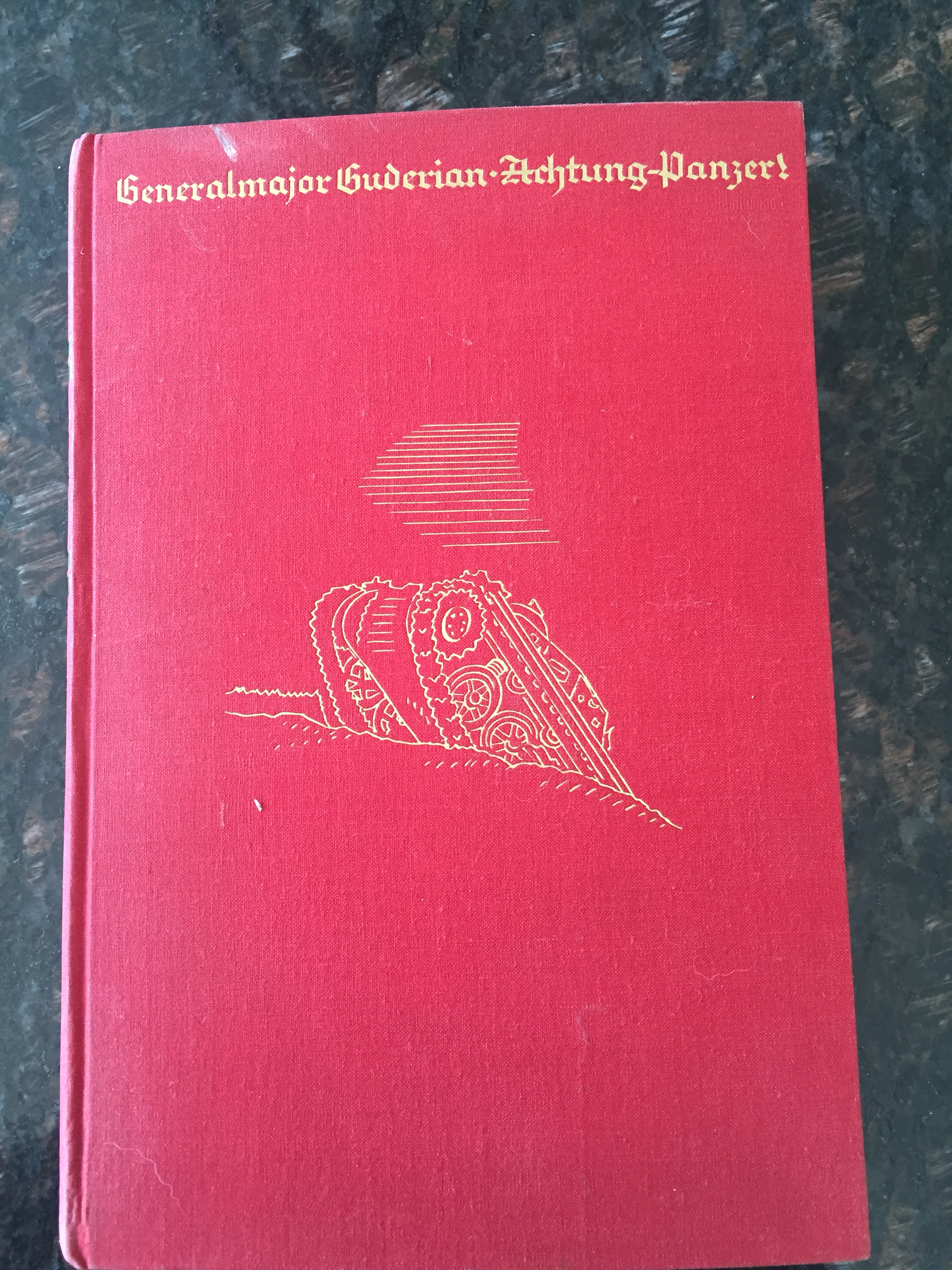
Schutzumschlag

Achtung – Panzer! ist ein Sachbuch von Heinz Guderian über die Einsatzmöglichkeiten der motorisierten Kriegsführung. 
Das Buch wurde 1937 veröffentlicht und beschreibt eine neue Art der Kriegsführung: den konzentrierten Einsatz von Panzern mit Infanterie und Luftwaffe in enger Unterstützung, später bekannt als Blitzkriegstaktiken. 

## Inhalt
Das Buch argumentiert gegen den fortgesetzten Einsatz von Kavallerie angesichts der nachgewiesenen Wirksamkeit des Maschinengewehrs und befürwortet die Ersetzung der Kavallerie durch mechanisierte Infanterie. 
Die erste Hälfte des Buches konzentriert sich auf das Aufkommen des positionellen oder Grabenkriegs im Ersten Weltkrieg und die anschließende Entwicklung der ersten Panzerwagen und Panzern. Guderian skizziert die Entwicklung von Panzern und Panzertaktiken während des Ersten Weltkriegs und in der Zwischenkriegszeit. Nachfolgend diskutiert er die Auswirkungen des Friedensvertrag von Versailles auf die Wehrmacht, bevor er die Erholung von den Rückschlägen, die der Vertrag bei der Entwicklung der mechanisierten Streitkräfte verursachte, beschreibt. Abschließend fordert Guderian die Weiterentwicklung der deutschen Panzertruppe und unterbreitet Vorschläge für den zukünftigen Einsatz von Panzern und deren Beziehung zu anderen Waffen.

## Rezeption
Obwohl der österreichische General Ludwig von Eimannsberger den fast gleichen Ansatz Guderians schon in seinem Buch Der Kampfwagenkrieg von 1934 vorwegnahm, nahmen weder die französischen noch die englischen Generalstäbe, die maßgeblich an der Entwicklung und Einführung der Panzerwaffe beteiligt waren, Guderians Ideen hinreichend zur Kenntnis.